# Колчин, Денис Борисович
Дени́с Бори́сович Ко́лчин (укр. Денис Борисович Колчин; род. 13 октября 1977, Одесса) — украинский футболист, тренер. Бронзовый призёр юношеского чемпионата Европы 1994 года.

## Игровая карьера
Воспитанник СДЮШОР «Черноморец» (Одесса). Первый тренер — Савелий Семёнов. С 1993 года привлекался в резервный состав «Черноморца», а с 1995 года — и в главную команду.
После того как в 1998 году «Черноморец» настигли финансовые проблемы, вследствие которых клуб покинул высшую лигу, вместе с партнёром по клубу Александром Зотовым перешёл в криворожский «Кривбасс». Дела в новом клубе шли хорошо до матча с «Днепром», который состоялся 7 марта 1999 года. На 44-й минуте после борьбы в воздухе неудачно приземлился и получил тяжёлую травму — разрыв крестообразных связок. Из-за травмы пропустил больше года. Операцию в Германии провели неудачно, что привело к рецидиву и ещё одному перерыву в карьере длительностью почти три года.
Окончательно оправившись от травмы, вернулся в Одессу, где продолжил играть в составе «Черноморца». В 2004 году Колчин принял предложение перейти в харьковский «Металлист», в составе которого не сыграл ни одного матча, выступая лишь в дубле. После этого вновь вернулся в «Кривбасс», получил очередную травму, перенёс операцию в Одессе. В высшей лиге больше не играл, выступал сначала в составе МФК «Николаев», затем в российском клубе «Машук-КМВ» и овидиопольском «Днестре». Из-за продолжающихся травм принял решение завершить игровую карьеру.

### В сборной
В 1994 году в составе юношеской сборной Украины становился бронзовым призёром чемпионата Европы. Также в течение двух лет выступал в составе молодежной сборной.

## Тренерская карьера
С 2010 года — тренер СДЮШОР «Черноморец». В том же году возглавил любительский коллектив «SoHo.net», с которым за пять лет работы завоевал Кубок Одессы, серебро чемпионата города и Кубок городской федерации футбола.

### «Жемчужина» (Одесса)
В ноябре 2014 года возглавил «Жемчужину», с которой стремительно прошёл путь от любительского до профессионального футбола. Команда выиграла зимнее первенство города, стала вице-чемпионом и финалистом Кубка Одессы, а также участником финального турнира любительской лиги страны. А в первой части дебютного сезона во второй лиге Украины повторила дебютантский рекорд мариупольского «Металлурга» сезона-1995/96 по количеству побед подряд (13).
В дебютном сезоне 2016/2017 Жемчужина заняла первое место среди команд второй лиги и завоевала право на участие в первой лиге. Также по итогам того же сезона Денис Колчин стал лучшим тренером второй лиги и награждён кубком. 21 августа 2017 был уволен по обоюдному согласию.

### «Нива» (Винница)
В конце сентября 2017 года возглавил винницкую «Ниву», 10 ноября 2018 подал в отставку с поста главного тренера. Под его руководством команда сыграла 36 официальных матчей (18 побед, 8 ничьих, 10 поражений) и добилась следующих результатов: сезон 2017/18 завершила на 3-м месте в группе А, а в сезоне 2018/19 на межсезонье отправилась на 4-й позиции в своей группе, имея наименьший показатель проигранных матчей (3 игры); в кубке Украины винницкий клуб дошел до 1/16 финала, где уступил в серии послематчевых пенальти.

## Образование
После завершения игровой карьеры прошёл курсы арбитров. Отсудил несколько матчей в первенстве и Кубке города, в том числе — четыре в высшей лиге чемпионата Одессы в качестве главного арбитра. В июне 2013 года получил тренерский диплом УЕФА класса «А».

## Факты
- В Высшей / Премьер лиге Украины провёл 110 матчей, забил 1 гол.
- В Кубке Украины провёл 22 матча, забил 1 гол.
- В Кубке УЕФА провёл 7 матчей.

## Достижения

### Игрок
- Финалист Кубка Украины: 1999/00
- Серебряный призёр чемпионата Украины (2): 1994/95, 1995/96.
- Бронзовый призёр чемпионата Украины (2): 1998/99, 1999/00.
- Бронзовый призёр юношеского чемпионата Европы: 1994

### Тренер
Профессиональный уровень 
- Победитель Второй лиги Украины: 2016/17.

 Любительский уровень 
- Серебряный призёр чемпионата Одессы (2): 2014, 2015.
- Обладатель Кубка Одессы: 2014.
- Победитель зимнего первенства Одессы: 2015.
- Обладатель Кубка Федерации футбола Одессы: 2011.